# 以眼还眼
以眼還眼（希伯來文：‎ ayin takhat ayin）是《希伯來聖經》中常提到的術語，為防範犯罪、作惡、或惡意傷人者，意為當你令別人有甚麼損失，你也应有相应的損失（必要接受律法訂定的制裁）。「以眼還眼，以牙還牙」為傳統的同態復仇（拉丁語：lex talionis）理念。
「以牙還牙，以眼還眼」也成為博弈論的一種策略，這種策略簡單且能非常有效，被認為是解決囚徒困境的最佳策略。

## 宗教理解

### 犹太教
在舊約聖經裡的《出埃及記》、《利未記》與《申命記》與之中，曾經有過認同以眼還眼的對等報復方式。
但是，在這些律法制定／頒佈之時，還沒有人去傷害別人，還未有人觸法；觀察這三處經文，其制定意義在於防範作惡，除去惡行，勝於容許報復之行為。此法在於：「事先警告未來會觸犯者（會惡意傷害人者）」，不要隨便傷害人、殺人，不然就有這樣的律法要制裁作惡者。特別在《申命記》19章15至20節已明言，這是針對那惡意作假見證，要污陷無辜者的警告之律法（申命記19-20節：你們就要待他如同他想要待的弟兄；這樣就把那惡從你們中間除掉）。

### 基督教
在《山上宝训》中，耶稣基督劝导信徒放弃复仇式的以眼还眼：
你们听过这样的话，“以眼还眼，以牙还牙。”但我告诉你们，不要跟恶人作对。有人打你的右脸，连左脸也转过来让他打。——太 5:38–39 当代圣经中文译本
一些学者认为这是基督最直接的指示之一，敦促受难的信徒不去寻求任何直接的补偿。《与罗马人书》中则暗示复仇将被留到神怒降临之时，届时一切不义都将被一一清算。

### 回教
犯偷竊罪在不少阿拉伯國家要以斷手酷刑伺候，若犯姦淫罪還會被強迫腐刑去勢，或石刑以石頭砸死。鞭刑是回教國家傳統清規戒律，此外，近來有一以眼還眼的案例：伊朗婦女巴赫拉米在被潑酸導致眼盲，法庭對加害人採取以眼還眼制裁，名為馬吉德的男子也必須以強酸弄瞎雙眼。

### 佛教
佛教并不赞同任何形式的同态复仇，但是佛教有一系列佛教因果论来诠释因果报应的理論。
每个業力是指個人過去、現在或將來的行為所引發的結果的集合，業力的結果會主導現在及將來的經歷；所以，個人的生命經歷及他人的遭遇均是受自己的行為影響，其无法改变他人的业报轮回。此外，佛教修行中亦倡导用忍辱（六度之一）方式熄灭自己内心中的三毒中的“嗔毒”。